# Largo da Prainha
O Largo de São Francisco da Prainha, popularmente conhecido como Largo da Prainha, é um largo situado no bairro da Saúde, na Zona Central da cidade do Rio de Janeiro. Localiza-se na Rua Sacadura Cabral, no sopé do Morro da Conceição.
Antes da construção do Porto do Rio de Janeiro, situava-se no local onde hoje é o Largo de São Francisco da Prainha uma pequena praia, denominada Prainha, que se estendia até onde hoje é a Praça Mauá. Devido aos sucessivos aterros feitos na região, a praia desapareceu.
O largo recebeu seu nome por estar situado próximo à Igreja de São Francisco da Prainha, erguida em 1696 por ordem do Padre Francisco da Motta. De estilo barroco jesuíta, a igreja foi doada em testamento para a Ordem Terceira de São Francisco da Penitência, hoje Ordem Franciscana Secular, no ano de 1704.

## Pontos de interesse
Os seguintes pontos de interesse situam-se nas redondezas do Largo de São Francisco da Prainha:
- Edifício-sede da Lojas Americanas
- Igreja de São Francisco da Prainha
- Angu do Gomes
- Casa Porto
- Edifício Comercial Bulldog